# Литературные премии России
Литературные премии России — награды за заслуги в области литературного творчества в Российской Федерации. Задача литературных премий — поощрение литераторов за их творчество, признание заслуг лауреатов и влияния, оказанного ими на развитие литературы в целом или её отдельных направлений.
Премии учреждаются государственными и муниципальными организациями, общественными объединениями профессиональных и любительских литераторов, благотворительными фондами, частными лицами и компаниями, вручаются как за последнее произведение автора, так и по совокупности сделанного. Премии дифференцируются по различным родам и видам словесности, жанрам и тематике произведений, возрасту авторов и другим критериям.

## История
Долгое время в Российской империи специальных премий для литераторов не было. Обычно они получали премии, учреждённые для учёных. Так, Демидовской премией в области филологии было отмечено 46 книг, поэтому именно её принято считать первой российской литературной премией.
Первой собственно литературной российской премией стала Пушкинская премия, учреждённая в 1881 году Петербургской академией наук и вручаемая «за напечатанные на русском языке оригинальные произведения изящной словесности в прозе и поэзии».
Первой литературной премией СССР стала премия имени Сталина по литературе, решение об учреждении которой было принято 1 февраля 1940 года. Появившаяся ранее Ленинская премия первоначально вручалась только за научные труды, присуждать её за выдающиеся произведения литературы и искусства стали только с 1957 года.
Первой и единственной в СССР неофициозной наградой в области культуры стала учреждённая в 1978 году ленинградским самиздатовским журналом «Часы» премия Андрея Белого.
Первой премией Российской Федерации за литературные достижения стала Государственная премия Российской Федерации, присуждаемая с 1992 года Президентом Российской Федерации. Первой негосударственной премией — Русский Букер, учреждённый в 1992 году по инициативе Британского Совета в России.

### Премии Российской империи
Демидовская премия
- Статус — национальная научная премия.
- Период — с 1832 по 1865 годы.
- Учредитель — Павел Демидов.
- Присуждалась — Петербургской Академией наук.
- Цель — «содействовать к преуспеянию наук, словесности и промышленности в своём отечестве».
- Приз — 20 000 рублей государственными ассигнациями ежегодно: две полные премии в 5000 рублей и четыре половинные в 2500.

Уваровская премия
- Статус — национальная премия за сочинения по русской истории и драматические произведения.
- Период — с 1856 по 1876 год, когда драматические произведения были исключены из числа сочинений, которые могли участвовать в соискании наград.
- Учредитель — Алексей Уваров (в память об отце Сергее Уварове).
- Присуждалась — Петербургской Академией наук.
- Цель — поощрить русских писателей к занятиям русской и славянской историей.
- Приз — 3000 рублей ежегодно: одна большая награда в 1500 рублей, две меньшие в 500 рублей и одна поощрительная в 500 рублей (за исполнение предложенных Академией исследований)[2].

Ломоносовская премия
- Статус — национальная премия за достижения в разных отраслях знаний, в том числе в области словесности.
- Период — с 1867 по 1918 год.
- Учредитель — правительство Российской Империи (в память о заслугах, оказанных Михаилом Ломоносовым отечественному просвещению).
- Присуждалась — Петербургской академией наук.

Пушкинская премия
- Статус — национальная премия «за напечатанные на русском языке оригинальные произведения изящной словесности в прозе и поэзии».
- Период — с 1882 по 1919 год каждые два года (в 1888—1895 годах — ежегодно).
- Учредитель — Петербургская академия наук.
- Присуждалась — отделением русского языка и словесности Петербургской академии наук.
- Приз — полная премия в 1000 рублей или половинная в 500 рублей.

Грибоедовская премия
- Статус — национальная премия за лучшую пьесу театрального сезона.
- Период — с 1883 по 1917 год.
- Учредитель — Общество русских драматических писателей и оперных композиторов.

Премия имени Александра Киреева
- Статус — национальная премия за лучшее драматическое сочинение.
- Период — только 1915 год.
- Учредитель — Петербургская академия наук.

### Премии Советского Союза
Сталинская премия в области литературы и искусства
- Статус — государственная премия за выдающиеся творческие достижения в области литературы.
- Период — с 1941 по 1952 год.
- Учредитель — Совет народных комиссаров СССР.
- Присуждалась — Советом народных комиссаров СССР. Кандидатуры лауреатов представлял Комитет по Сталинским премиям в области литературы и искусства.
- Цель — поощрение граждан СССР за творческие достижения в области литературы.
- Приз — по три премии в 100 тыс. рублей в каждой из четырёх номинаций в области литературы.

В советских энциклопедиях и справочниках 1960—1980-х годов её прежние лауреаты были ретроактивно переименованы в «лауреатов Государственной премии», то есть премия была приравнена к официальной Государственной.
Ленинская премия в области литературы и искусства
- Статус — государственная премия за выдающиеся творческие достижения в области литературы.
- Период — с 1957 по 1991 год каждые два года.
- Учредитель — ЦК КПСС и Совет министров СССР.
- Присуждалась — Комитетом по Ленинским и Государственным премиям в области науки и искусства при Совете Министров СССР после утверждения ЦК КПСС и Советом Министров СССР.
- Цель — поощрение граждан СССР за творческие достижения в области литературы.
- Приз — пять премий: диплом, золотая нагрудная медаль и 10 000 рублей.

Государственная премия СССР в области литературы, искусства и архитектуры
- Статус — вторая по важности в СССР литературная премия после Ленинской.
- Период — с 1966 по 1991 год.
- Учредитель — ЦК КПСС и Совет министров СССР.
- Присуждалась — Комитетом по Ленинским и Государственным премиям в области науки и искусства при Совете Министров СССР после утверждения ЦК КПСС и Советом Министров СССР.
- Цель — поощрение авторов за наиболее талантливые высокоидейные произведения литературы.
- Приз — диплом и почётный знак с указанием года присуждения премии.

Государственная премия РСФСР имени Максима Горького
- Статус — государственная премия за выдающиеся творческие достижения в области литературы.
- Период — с 1966 по 1991 год.
- Учредитель — Совет министров РСФСР.
- Цель — поощрение авторов за наиболее талантливые высокоидейные произведения литературы.
- Приз — диплом и почётный знак с указанием года присуждения премии.

Премия Ленинского комсомола
- Статус — литературная премия для молодых авторов.
- Период — с 1966 по 1991 год.
- Учредитель — ЦК ВЛКСМ.
- Цель — поощрение молодых авторов за выдающиеся достижения в области литературы.
- Приз — диплом и нагрудный знак.

Премия КГБ СССР в области литературы и искусства
- Статус — литературная премия за создание произведений о работе советских органов госбезопасности.
- Период — с 1978 по 1988 год.
- Учредитель — Комитет государственной безопасности СССР.

Премия Андрея Белого
- Статус — первая в СССР регулярная неофициальная премия в области культуры.
- Период — с 1978 года.
- Учредитель — журнал «Часы».
- Приз — один рубль, бутылка водки и яблоко.

Пушкинская премия фонда Альфреда Тёпфера
- Статус — премия для награждения авторов, внёсших выдающийся вклад в русскую литературу и переведённых на многие языки мира.
- Период — с 1989 по 2003 годы (в 2000—2003 годах — раз в два года).
- Учредитель — фонд Альфреда Тёпфера.
- Присуждалась — 26 мая (в день рождения Александра Пушкина по старому стилю) в Москве жюри из ГДР (Вольф Шмид и Элен фон Сахно) и СССР (Юрий Грибов и Дмитрий Урнов, затем Андрей Битов и Олег Чухонцев, затем Андрей Битов Сергей Бочаров).
- Приз — 40 000 марок (в 2000—2003 годах — 30 000 марок). Присуждались также две стипендии для поездки в Германию размером в 6000 марок каждая, позволяющие молодым писателям завязать контакты с немецкими писателями, издателями и переводчиками, а также познакомиться с литературным процессом Германии.

## Государственные премии Российской Федерации

### Государственная премия Российской Федерации в области литературы и искусства
- Статус — государственная премия за вклад в развитие литературы.
- Период — с 1992 года.
- Учредитель — Президент Российской Федерации.
- Присуждается — указом Президента по предложению Совета при Президенте Российской Федерации по культуре и искусству.
- Цель — поощрение граждан Российской Федерации за создание особо значимых литературных произведений.
- Приз — три премии: диплом, почётный знак и фрачный знак, 5 млн рублей.

### Государственная Пушкинская премия
- Статус — государственная премия за создание наиболее талантливых произведений в области поэзии.
- Период — с 1995 по 2005 год.
- Учредитель — Президент Российской Федерации.
- Присуждалась — на конкурсной основе указом Президента по представлению Комиссии при Президенте Российской Федерации по Государственным премиям в области литературы и искусства.
- Цель — поощрение создания талантливых произведений в области поэзии.
- Приз — первоначально денежное вознаграждение в размере 400 МРОТ, позже — в размере 1600 МРОТ.

### Премия Президента Российской Федерации в области литературы и искусства
- Статус — государственная премия за выдающийся творческий и научный вклад в художественную культуру России.
- Период — с 1996 по 2005 годы.
- Учредитель — Президент Российской Федерации.
- Присуждалась — Комиссией при Президенте Российской Федерации по Государственным премиям в области литературы и искусства.
- Цель — поощрение художественного творчества и научных исследований в сфере культуры.
- Приз — десять премий: диплом, памятная медаль и денежное вознаграждение в размере 600 МРОТ[3].

### Государственная премия за произведения для детей и юношества
- Статус — государственная премия за выдающиеся произведения для детей и юношества.
- Период — с 1998 года.
- Учредитель — Президент Российской Федерации.
- Присуждается — Комиссией при Президенте Российской Федерации по Государственным премиям в области литературы и искусства.

### Государственная премия имени Булата Окуджавы
- Статус — государственная премия за создание выдающихся поэтических произведений и наивысшие достижения в жанре авторской песни.
- Период — с 1998 по 2004 годы.
- Учредитель — Президент Российской Федерации.
- Присуждалась — Комиссией при Президенте Российской Федерации по Государственным премиям в области литературы и искусства.
- Цель — поощрение российских поэтов, а также создателей и исполнителей песен собственного сочинения.

## Федеральные ведомственные премии Российской Федерации

### Премия Службы внешней разведки Российской Федерации
- Статус — премия авторам (коллективам авторов) лучших работ в области литературы, посвященных деятельности российской внешней разведки и её сотрудникам.
- Период — с 2000 года.
- Учредитель — Служба внешней разведки Российской Федерации.
- Приз — три премии: диплом, нагрудный знак, 120 000 рублей.

### Премия Федеральной службы безопасности Российской Федерации
- Статус — премия авторам литературных произведений за создание «на высоком художественном уровне образа сотрудников органов государственной безопасности и объективное освещение их деятельности».
- Период — с 2006 года.
- Учредитель — Федеральная служба безопасности Российской Федерации.
- Приз — памятный знак с символикой ФСБ, денежное вознаграждение (первое место — 100 тыс. руб., второе — 50 тыс. руб., третье — 25 тыс. руб.).

## Премии субъектов Российской Федерации

### Премия Администрации Краснодарского края имени Епистинии Фёдоровны Степановой
- Статус — литературная премия Краснодарского края.
- Период — с 1978 года.
- Учредитель — краснодарское общество любителей книг (с 2001 года имеет статус премии Администрации Краснодарского края).
- Присуждается — 22 июня в городе Тимашёвске Краснодарского края в музее семьи Степановых[4] постановлением губернатора Краснодарского края[5].
- Цель — поощрение создания кубанскими авторами талантливых литературно-художественных и публицистических произведений.

### Неизвестный Петербург
- Статус — литературная премия Санкт-Петербурга.
- Период — с 2013 года.
- Учредитель — губернатор Санкт-Петербурга Георгий Полтавченко (к 310-летию Санкт-Петербурга)[6].
- Присуждается — правительством Санкт-Петербурга совместно с петербургским Домом писателя[7].
- Приз — диплом, денежная премия. По итогам конкурса ежегодно публикуются сборники с произведениями лауреатов и лучшими работами участников[8].

## Негосударственные премии Российской Федерации

### Литературная премия имениАлександра Пятигорского
- Статус — негосударственная премия за лучшее философическое сочинение[9].
- Период — с 2013 по 2021 год.
- Учредитель — НКО «Фонд поддержки философии, интеллектуальной прозы и сохранения наследия Александра Пятигорского».
- Присуждалась решением голосованием жюри премии.
- Цель — поддержка интереса к философствованию за пределами профессионального философского сообщества.
- Приз — денежные и специальные призы и награды.

### Патриаршая литературная премия
- Статус — негосударственная премия в области литературы, вручаемая в номинации «За значительный вклад в развитие русской литературы».
- Период — с 2011 года.
- Учредитель — Священный Синод Русской Православной Церкви по инициативе Патриарха Московского и всея Руси Кирилла.
- Присуждается — голосованием членов Палаты попечителей.
- Цель — поощрение писателей, внёсших существенный вклад в утверждение духовных и нравственных ценностей в жизни современного человека, семьи и общества, создавших высокохудожественные произведения, обогатившие русскую литературу.
- Приз — диплом, нагрудный знак, денежный приз.

### Триумф
- Статус — негосударственная премия в области высших достижений литературы и искусства.
- Период — с 1992 по 2010 год.
- Учредитель — фонд «Триумф-Логоваз».
- Присуждалась — жюри премии, которое самостоятельно определяло номинантов.
- Приз — статуэтка «Золотой эльф», выполненная по эскизу Эрнста Неизвестного, диплом, медаль с изображением Триумфальной арки, 50 тыс. долларов.

### Русский Букер
- Статус — негосударственная премия за лучший роман на русском языке, впервые опубликованный в минувшем году.
- Период — с 1992 по 2019 год.
- Учредитель — Компания Booker plc (оставалась титульным спонсором премии в России вплоть до 1996 года).
- Присуждается — жюри Букеровской премии, состоящим из пяти человек и ежегодно избираемым Букеровским комитетом из числа видных литераторов и деятелей культуры.
- Цель — привлечь внимание к серьёзной прозе, обеспечить успех книг, утверждающих традиционную для русской литературы гуманистическую систему ценностей.
- Премия — победителю — 20 000 долларов, финалистам — 1 000 долларов.

### Литературная премия Александра Солженицына
- Статус — премия, учреждённая для награждения писателей, живущих в России и пишущих на русском языке, за произведения, созданные и опубликованные в послереволюционный период.
- Период — с 1998 года.
- Учредитель — фонд Александра Солженицына.

### Книга года
- Статус — ежегодный общероссийский конкурс для поддержки российского книгоиздания, поощрения лучших образцов книжного искусства и полиграфии, а также пропаганды чтения в России.
- Период — с 1999 года.
- Учредители — Федеральное агентство по печати и массовым коммуникациям.
- Присуждается — в десяти номинациях.
- Цель — содействовать продолжению отечественных традиций книжной культуры, повышению роли книги в общественном сознании, популяризации современных тенденций в оформлении книги и развитию тематических направлений российского книгоиздания.

### Дебют
- Статус — независимая литературная премия для авторов не старше 35 лет, пишущих на русском языке.
- Период — с 2000 по 2016 год.
- Учредитель — гуманитарный фонд Андрея Скоча «Поколение».
- Присуждается — ежегодно на основе открытого конкурса по 5—7 номинациям, отражающим основные типы художественной литературы.
- Приз — общий размер призового фонда — 6 млн рублей: почётный приз «Птица», право заключить с фондом «Поколение» издательский договор с гонораром в 1 млн рублей.

### Премия имени Бориса Пастернака
- Статус — премия авторам, пишущим на русском языке, проживающим как на территории России, так и за её пределами.
- Период — с 2000 по 2008 год.
- Учредитель — Андрей Вознесенский, Росбанк, Горбачёв-фонд.
- Присуждается — жюри премии.

### Национальный бестселлер
- Статус — ежегодная общероссийская литературная премия за лучший роман, написанный на русском языке в течение календарного года.
- Период — с 2001 по 2022 год.
- Учредитель — фонд «Национальный бестселлер».
- Приз — победителю — 10 000 долларов (делящиеся в пропорции 4:4:2 между автором, первым издателем и номинатором. В случае, если побеждает неопубликованное произведение, премия в пропорции 7:3 делится между лауреатом и номинатором, гарантируется издание, дистрибуция и реклама произведения-победителя тиражом не менее 50 000 экземпляров), участникам шорт-листа — 1000 долларов.
- Девиз — «Проснуться знаменитым!».

### Премия Ивана Петровича Белкина
- Статус — премия за повесть, опубликованную впервые в текущем году[10].
- Период — с 2001 по 2014 год.
- Учредитель — Президентский центр имени Бориса Николаевича Ельцина.
- Присуждается — жюри премии.

### Ясная Поляна
- Статус — ежегодная литературная премия за лучшее художественное произведение в любом прозаическом жанре, ориентированное на гуманистические и нравственные ценности.
- Период — с 2003 года.
- Учредитель — музей-усадьба «Ясная поляна», компания Samsung Electronics.
- Приз — общий размер призового фонда — 6,7 млн рублей: победитель номинации «Современная русская проза» — 3 млн руб. Прочие финалисты разделят меду собой 1 млн руб. Номинация «Иностранная литература» — 1,2 млн руб., «Переводчик» — 500 тыс. руб., «Событие» — 500 тыс. руб., «Выбор читателей» — 500 тыс. руб.
- Цель — поиск и поощрение авторов, чьи произведения пробуждают в читателях идеалы нравственности и милосердия. Премия призвана поддержать писателей, последователей идеалов гуманистической прозы, в которых выражается многовековые традиции русской культуры[11].

### Бунинская премия
- Статус — премия для писателей, пишущих на русском языке в России и за рубежом.
- Период — с 2004 по 2017 год.
- Учредители — Московский гуманитарный университет, Общество любителей российской словесности, Национальный союз негосударственных вузов, Национальный институт бизнеса, Институт современного искусства.
- Присуждается — 22 октября (в день рождения Ивана Бунина).
- Цель — поддержание русской словесности, лучших традиций отечественной литературы.
- Приз — дипломы, золотые и серебряные медали с изображением Ивана Бунина и удостоверения к ним, победителю — 550 000 рублей, четырём финалиста — 60 000 рублей, специальные премии Попечительского совета — 60 000 рублей

### Большая книга
- Статус — национальная литературная премия за произведения, написанные на русском языке, и авторские переводы произведений, первоначально написанных на других языках.
- Период — с 2005 года.
- Учредитель — некоммерческое партнёрство «Центр поддержки отечественной словесности».
- Приз — общий размер призового фонда — 5,5 млн рублей: первое место — 3 млн рублей, второе — 1,5 млн рублей, третье — 1 млн рублей.
- Цель — поиск и поощрение авторов литературных произведений, способных внести существенный вклад в художественную культуру России, повышение социальной значимости современной русской литературы, привлечение к ней читательского и общественного внимания.

### Российская национальная премия «Поэт»
- Статус — премия для ныне живущих поэтов, пишущих на русском языке, независимо от национальности и места проживания.
- Период — с 2005 по 2018 год.
- Учредитель — Общество поощрения русской поэзии.
- Присуждается — членами попечительского совета Общества поощрения русской поэзии.
- Цель — привлечение общественного внимания к современной поэзии.
- Приз — диплом, нагрудный знак, 1,5 млн рублей.

### Поэзия
- Статус — премия для ныне живущих поэтов, переводчиков, критиков, пишущих на русском языке. Является преемником Премии «Поэт»[12].
- Период — с 2019 по 2022 год.
- Учредитель — Благотворительный фонд «Достоинство».
- Цель — находить и поощрять выдающиеся произведения современной поэзии и поэтического перевода, литературную критику, посвященную поэтическому творчеству.
- Приз — денежное содержание премии в номинации «Стихотворение года» составляет 300 тыс. рублей, в номинации «Поэтический перевод» — 200 тыс. рублей, в номинации «Критика» — 200 тыс. рублей.

### Русская премия
- Статус — единственная российская премия для русскоязычных писателей зарубежных стран.
- Период — с 2005 года.
- Учредитель — фонд развития «Институт евразийских исследований».
- Цель — сохранение и развитие русского языка как уникального явления мировой культуры.
- Приз — первое место — 5 000 долларов, второе — 2 000 долларов, третье — 1 500 долларов. Произведения, победившие в конкурсе, войдут в издательскую программу учредителей и партнеров «Русской Премии».

### Всероссийская литературная премия имени Святого благоверного Александра Невского
- Статус — всероссийская литературная премия.
- Период — с 2005 года.
- Учредитель — Свято-Троицкая Александро-Невская Лавра.
- Присуждается — ежегодно, на конкурс принимаются только книги, которые не были представлены в текущем году на иные конкурсы и не являются лауреатами других литературных премий.
- Цель — средство возрождения современной русской литературы, подъём престижа писательского служения, воцерковление литературного процесса.
- Приз — медаль (только за первые места в номинациях), грамота и денежная премия.

### Золотой ЛиФФт
- Статус — национальная премия за создание лучших литературных произведений поэтам, прозаикам, живущим в России и Евразии.
- Период — с 2016 года.
- Учредители — Фонд содействия развитию культурных проектов народов Евразии «ЛиФФт», Ассамблея народов Евразии, Ассамблея народов России.
- Цель — поощрение создания произведений различных литературных направлений.
- Приз — золотая медаль, диплом, контракт на издание книги в серии «Золотой ЛиФФт».

### Лучшие книги, издательства, проекты
- Статус — национальная премия охватывает жанровый комплекс книг (от поэзии до политологии), а также разные виды литературных проектов (от издательств до библиотек)[13][14].
- Период — с 2000 года[15].
- Учредители — Российская государственная библиотека, Русский биографический институт, «Литературная газета»
- Цель — выявление лучших в России книг, издательств и книжных проектов
- Приз — диплом и медаль (денежное вознаграждение не предусматривается).

### Брундуляк моего сердца
- Статус — независимая поэтическая премия. Присуждается в трёх номинациях: поэзия, критическое высказывание о поэзии и мероприятие, посвящённое поэзии.
- Период — с 2024 года.
- Учредители — Петр Г. К. Разумов
- Цель — выявить и укрепить лирические силы свободных художников, тех, за которыми ещё не стоят крупные издательства, премии, гранты и другие элементы литературной инфраструктуры.
- Приз — керамическая статуэтка Брундуляка и денежная премия.

## Премии Союзов писателей Российской Федерации

### Всероссийская литературная премия «Василий Тёркин» имени Александра Трифоновича Твардовского
- Статус — премия писателям, поэтам и журналистам за высокохудожественные произведения, в которых присутствует исконное народнопоэтическое начало, неистребимая жизнестойкость, терпение и вера в торжество идеалов России.
- Период — с 1995 года.
- Учредители — Союз писателей России, Министерство обороны Российской Федерации, администрация Смоленской области.
- Присуждается — 21 июня (в день рождения Александра Твардовского) на хуторе Загорье Починковского района Смоленской области.
- Приз — три премии: диплом, 10 000 рублей.

### Всероссийская литературная премия «Сталинград»
- Статус — премия авторам, пишущим о войне, за произведения, отображающие мужество, подвиг, достоинство россиян, их служение Отечеству.
- Период — с 1995 по 2013 год.
- Учредители — Союз писателей России, Министерство обороны Российской Федерации, Волгоградская областная администрация
- Присуждалась — в Волгограде в дни празднования годовщины победы в Великой Отечественной войне губернатором Волгоградской области.
- Приз — диплом, почётный серебряный знак[16].

### Всероссийская литературная премия имени Павла Васильева
- Статус — премия.
- Период — с 1997 года.
- Учредители — Союз писателей России, администрация Омской области.
- Цель — отметить выдающееся значение творческого наследия Павла Васильева и его особый вклад в отечественную культуру, осуществить поддержку современных писателей, создающих эпические произведения и работы.
- Приз — 50 000 рублей

### Большая литературная премия России
- Статус — премия авторам поэтических, прозаических, драматургических произведений, которые отличаются верностью отечественным традициям в литературе, глубоким проникновением в нравственно-психологические основы бытия человека, общества, государства, в жизнь человека труда.
- Период — с 2000 года.
- Учредители — Союз писателей России и Акционерная компания «АЛРОСА».
- Цель — объединить усилия интеллектуальной, литературной и экономической России в обозначении знаковых имен в современной отечественной литературе.
- Приз — три премии: диплом, денежное вознаграждение (первое место — 15 000 долларов, второе — 10 000 долларов, третье — 5000 долларов).

### Всероссийская премия имени Алексея Николаевича Толстого
- Статус — премия авторам прозаических, публицистических произведений за творческий вклад в развитие российской литературы.
- Период — с 2001 года (раз в два года).
- Учредители — Союз писателей России, администрация города Сызрани, Межрегиональный литературный центр Василия Шукшина.

### Международная литературная премия имени Сергея Есенина «О Русь, взмахни крылами…»
- Статус — международная литературная премия.
- Период — с 2005 года (раз в два года).
- Учредитель — Союз писателей России, фонд «Осиянная Русь».
- Цель — выявление наиболее оригинальных и талантливых поэтических произведений, а также критических работ по русской поэзии, популяризация песенного начала, привлечение читательского и общественного интереса к русской поэзии, повышение престижа русской литературы, её социальной значимости и роли в развитии общества и личности.

### Всероссийская литературная премии имени Петра Павловича Ершова за произведения для детей и юношества
- Статус — премия.
- Период — с 2005 года.
- Учредители — Союз писателей России.
- Цель — поддержка современных писателей, продолжающих традиции классической русской литературы для детей и юношества.

### Всероссийская историко-литературная премия «Александр Невский»
- Статус — премия авторам литературных исторических произведений и музейных мемориальных проектов.
- Период — с 2005 года.
- Учредители — ПАО «Талион» и Союз писателей России.
- Цель — поддержать интерес к истории России, к лучшим музейным мемориальным проектам и литературным произведениям, посвященным героям истории страны и их деяниям во славу Отечества.
- Приз — по двум номинациям: диплом, скульптурное изображение Александра Невского работы Эдуарда Мхояна (первое место — золотое, второе — серебряное, третье — бронзовое), денежное вознаграждение (первое место — 300 тыс. рублей, второе — 200 тыс. рублей, третье — 100 тыс. рублей).

### Всероссийская литературная премия имени Николая Семёновича Лескова «Очарованный странник»
- Статус — премия авторам, способным ярко и талантливо, на высоком художественном уровне, отобразить в своих произведениях по большей части утраченные в последние годы в российской действительности идеалы и ценности.
- Период — с 2011 года.
- Учредитель — Союз писателей России, общественная организация «Культурное наследие», фонд «Дорога жизни».

### Национальная премия «Имперская культура» имени Эдуарда Володина
- Статус — премия деятелям культуры и науки, внесшим неоценимый вклад в возрождение русской культуры как в России, так и за рубежом.
- Период — с 2008 года.
- Учредители — Союз писателей России, редакция журнала «Новые книги России», Фонд святителя Иоанна Златоуста, издательство «Ихтиос».[17]

## Премии литературных журналов и газет

### Ежегодная премия журнала «Знамя»
- Статус — премия за лучшие журнальные публикации года.
- Период — с 1993 года.
- Учредитель — журнал «Знамя».

### Всероссийская литературная премия «Антибукер»
- Статус — негосударственная литературная премия.
- Период — с 1995 по 2001 год.
- Учредитель — «Независимая газета».
- Цель — истинно русская премия в противовес Букеровской премии.
- Приз — 12 001 доллар (символически на один доллар больше «Букера»).

### Премия имени Юрия Казакова
- Статус — ежегодная негосударственная премия за лучший рассказ для писателей, пишущих на русском языке в России.
- Период — с 2000[18] по 2011 год.
- Учредители — журнал «Новый Мир», Благотворительный резервный фонд.

### Золотой Дельвиг
- Статус — всероссийская литературная премия.
- Период — с 2005 по 2020 год.
- Учредитель — учрежденная редакцией «Литературной газеты».
- Приз — премиальный фонд с 2012 года составляет 7 млн рублей.